# Neijiang
Neijiang (Forenklet kinesisk: 内江; traditionel kinesisk: 內江; pinyin: Nèijīang) er et bypræfektur i provinsen Sichuan i Folkerepublikken Kina. Det har et areal på 5.386 km² og et indbyggertal på ca. 4.230.000 mennesker (2007). 
Byen ligger ved floden Tuo Jiang, har flodhavn, og er et jernbaneknudepunkt, med bl.a. en nybygget jernbanelinje med endepunkt Kunming i Yunnan-provinsen. 
Neijiang har også raffinaderier for sukker og anden fødevareindustri. 

## Administrative enheder
Bypræfekturet Neijiang har jurisdiktion over 2 distrikter (区 qū) og 3 amter (县 xiàn).
| Kart               | Kart      | Kart   | Kart           | Kart                   | Kart        | Kart      |
| ------------------ | --------- | ------ | -------------- | ---------------------- | ----------- | --------- |
| Kort over Neijiang |           |        |                |                        |             |           |
| #                  | Navn      | Hanzi  | Pinyin         | Befolkning (2004 est.) | Areal (km²) | Indb./km² |
| Distrikter         |           |        |                |                        |             |           |
| 1                  | Shizhong  | 市中区 | Shìzhōng Qū    | 540 000                | 388         | 1 392     |
| 2                  | Dongxing  | 东兴区 | Dōngxīng Qū    | 850.000                | 1.181       | 720       |
| Amter              |           |        |                |                        |             |           |
| 3                  | Weiyuan   | 威远县 | Wēiyuǎn Xiàn   | 740.000                | 1.289       | 574       |
| 4                  | Zizhong   | 资中县 | Zīzhōng Xiàn   | 1.310.000              | 1.734       | 755       |
| 5                  | Longchang | 隆昌县 | Lóngchāng Xiàn | 760.000                | 794         | 957       |

## Trafik

### Jernbane
Chengdu-Chongqing-jernbanen betjener området; den fører fra Chengdu til Chongqing.

### Vej
Kinas rigsvej 321 løber gennem området. Den fører fra Guangzhou i provinsen Guangdong via blandt andet Wenzhou og Guilin til Chengdu, hovedstaden i provinsen Sichuan.
29°35′N 105°04′Ø / 29.583°N 105.067°Ø